# 斯瓦希里语维基百科
斯瓦希里语维基百科是维基百科的斯瓦希里语版本，2009年9月已经有14,000篇文章，排第76。它是维基百科的两种仅有的超过1000篇文章的尼日尔-刚果语言版本之一，另一个是约鲁巴语维基百科。
它是最大的非洲语言维基百科，其次是南非语。
2006年8月27日，《国际先驱导报》和《纽约新闻日报》曾经撰文提到它。2009年7月20日，斯瓦希里语维基有了全新的主页。